# Dolínivka (Crimea)
|  | Per a altres significats, vegeu «Dolínovka». |

Dolínivka (en (ucraïnès): Долинівка) és un poble de la República Autònoma de Crimea a Ucraïna, que el 2014 tenia 680 habitants. Pertany al districte de Bilogorsk.